# William Howard Stein
William Howard Stein (Nova Iorque, 25 de junho de 1911 — Nova Iorque, 2 de fevereiro de 1980) foi um bioquímico estadunidense.
Conjuntamente com Stanford Moore, foi agraciado com o Nobel de Química de 1972 "pela sua contribuição para a compreensão da relação entre a estrutura química e a atividade catalítica do sítio ativo da molécula de ribonuclease".